# Stazione di Levate
Stazione di Levate vasútállomás Olaszországban, Lombardia régióban, Levate településen.

## Vasútvonalak
Az állomást az alábbi vasútvonalak érintik:
- Milánó–Bergamo-vasútvonal

## Kapcsolódó állomások
A vasútállomáshoz az alábbi állomások vannak a legközelebb:
- Stazione di Verdello-Dalmine
- Stazione di Stezzano